# Саджур (река)
Саджу́р (араб. نهر الساجور‎) — река, правый приток Евфрата, берёт начало в Турции и течёт на юго-восток, сливаясь с Евфратом в Сирии. Длина — 108 км. Это самая маленькая из трёх рек, впадающих в Евфрат в Сирии, и единственный правый приток Евфрата.

## Исток и устье
Истоком реки Санджур является слияние двух небольших рек к югу от города Газиантеп. Из 108 километров эта река 60 километров протекает по территории Турции и 48 километров Сирии. Река впадает в Тишринского водохранилище на Евфрате. Средний расход воды составляет 4,1 м³/с.
Как Турция, так и Сирия используют воды реки для ирригационных целей. Турцией построена дамба Каяджик на одной из двух рек, образующих Саджур.